# 1-بوتانول
1-بوتانول (أو نظامي البوتانول) هو مركب عضوي من فصيلة الكحولات، له الصيغة C4H10O، ويكون على شكل سائل عديم اللون.
يوجد بشكل طبيعي باعتباره المنتج الثانوي من تخمر الإيثانول من السكريات وغيرها من الكربوهيدرات  ويتواجد في كثير من الأطعمة والمشروبات
.
وهو أيضا مسموح به كنكهة اصطناعية في الولايات المتحدة , يستخدم في الزبدة والقشدة والفواكه، والروم والويسكي، والآيس كريم والثلوج والحلوى والمخبوزات والعصائر  كما أنه يستخدم في مجموعة واسعة من المنتجات الاستهلاكية .
لعل الاستخدام الأكبر ل ن بوتانول هو كمادة وسيطة صناعية، لا سيما في تصنيع بيوتيل اسيتات (وهو في حد ذاته من المنكهات الصناعية والمذيبات الصناعية). بل ان كثير من البتروكيماويات، صنعت من البروبيلين وعادة ما تستخدم بحيث تكون على مقربة من نقطة التصنع. بيانات الإنتاج المقدرة لعام 1997 هي: الولايات المتحدة 784،000 طن، وأوروبا الغربية 575،000 طن؛ اليابان 225،000 طن .

## الإنتاج
ن بوتانول ينتج صناعيا من المواد الخام البتروكيماوية البروبيلين. البروبيلين هو تفاعل أوكسو يحول إلى بيتيرالدهايد ب(عملية أوكسو) في وجود الروديوم القائم على محفز متجانس مماثل إلى محفز ويلكنسون. و هدرجة البيتيرالدهايد ومن ثم إنتاج ن بوتانول .

## الاستخدام الصناعي
ن بوتانول يستخدم كمادة وسيطة في إنتاج بوتيل اكريليت، بيوتيل اسيتات، مادة الفثالات ثنائية البوتيل، سبيكات ثنائية البوتيل، وغيرها من استرات البوتيل,
الاثير البوتيلي مثل إثير جلايكول الإثيلين أحادية البوتيل، ثنائي والأثير ثلاثي ايثلين غليكول أحادية البوتيل، والمناظرة لخلات الأثير البوتيلي. وتشمل الاستخدامات الصناعية الأخرى كصناعة الأدوية، والبوليمرات ، بيروكسيلين البلاستيك، استرات المبيدات، والطباعة (على سبيل المثال، 2،4-D، 2،4،5-T)

## اقرأ أيضاً
- كلوروبوتانول

## وصلات خارجية
- http://www.cdc.gov/niosh/npg/npgd0076.html
- http://www.cosmicchemicals.net/n-butanol.htm
- http://organica1.org/lab2/91.htm
- قالب:EHC
- قالب:HSG